# Burkhard Freier

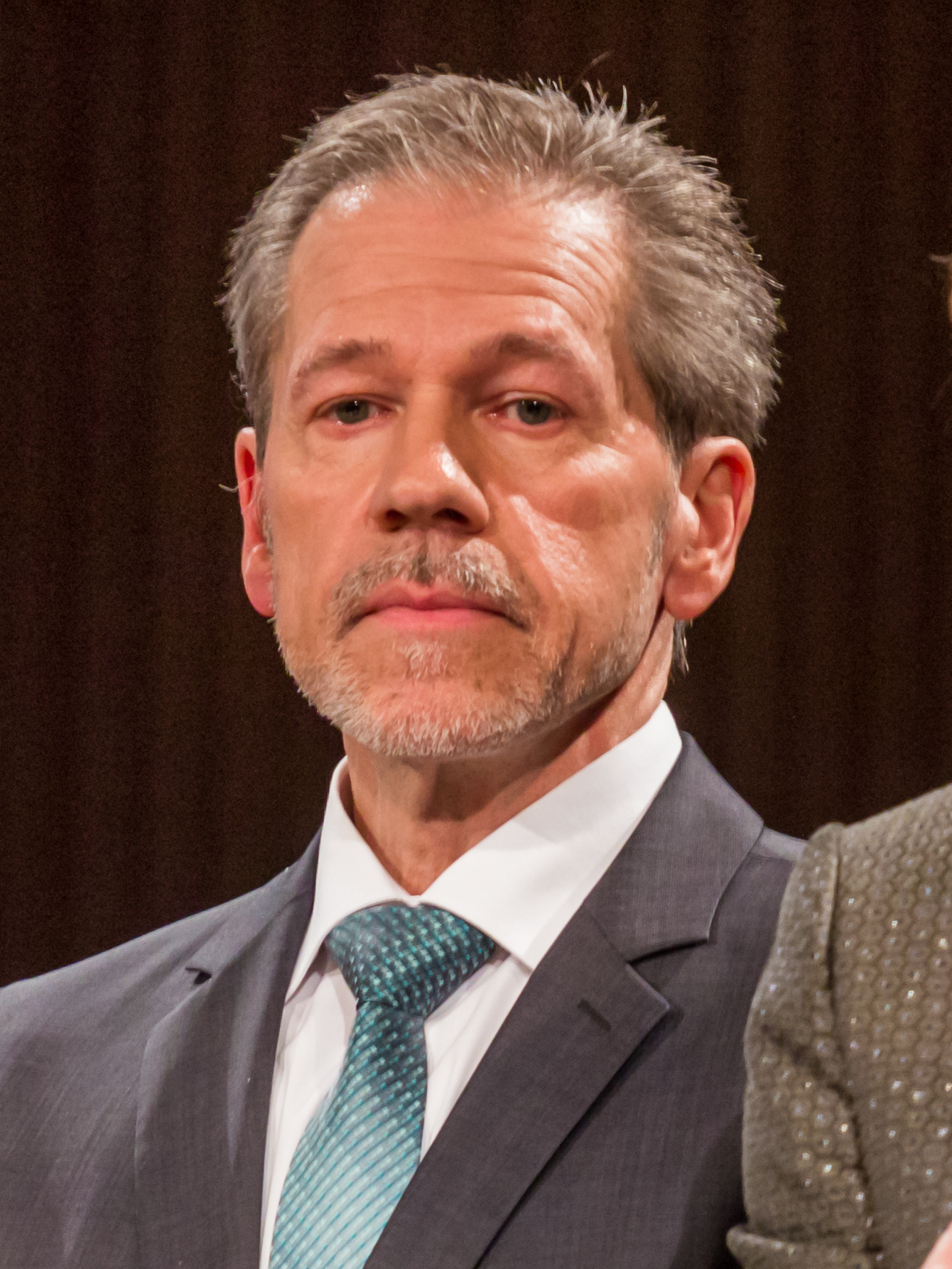
Burkhard Freier, 2016

Burkhard Freier (* 15. März 1956 in Rinkerode) ist ein deutscher Verwaltungsjurist. Er war von 2012 bis 2022 Leiter des Verfassungsschutzes des Landes Nordrhein-Westfalen.

## Leben
Freier studierte bis 1982 Rechtswissenschaften in Münster und war anschließend Referendar am Landgericht Hagen. Von 1985 bis 1991 war er Dezernent bei der Bezirksregierung Düsseldorf. 1991 bis 2001 arbeitete er im Innenministerium Nordrhein-Westfalen als Referatsleiter „Ausländerwesen und Verwaltungsmodernisierung“. Anschließend war er bis 2006 Stellvertreter der Landesbeauftragten für Datenschutz und Informationsfreiheit NRW. 
Im Ministerium für Inneres und Kommunales Nordrhein-Westfalen wurde er 2006 Gruppenleiter und stellvertretender Abteilungsleiter Verfassungsschutz. 2012 war er für ein halbes Jahr Gruppenleiter und stellvertretender Abteilungsleiter der Polizei NRW. Anschließend war er von August 2012 bis Januar 2022 Abteilungsleiter für den Verfassungsschutz NRW. Er leitete die Abteilung als Ministerialdirigent und ist SPD-Mitglied.